# Zbigniew Boniek
Zbigniew Kazimierz Boniek (pronunciado /Sbiñeb boñek/ en fonética española; Bydgoszcz, Polonia, 3 de marzo de 1956) es un exfutbolista internacional polaco, considerado uno de los mejores futbolistas polacos de todos los tiempos. Forma parte de la lista FIFA 100 elaborada por Pelé, en la que figuran los mejores jugadores de la historia del fútbol.

## Carrera profesional
Su primer club fue el Zawisza Bydgoszcz de su ciudad natal, donde fue formado desde 1966, para luego pasar al Widzew Łódź en 1975 donde fue una de las figuras hasta su partida en 1982. Jugó 194 partidos y anotó 59 goles.
En julio de 1982 luego de la gran actuación con su selección en el mundial de España 82, fue transferido a la Juventus italiana. En el conjunto bianconero vivió grandes momentos futbolísticos, se coronó campeón de la Serie A en 1984, campeón de la Recopa de 1984, la Supercopa del mismo año y de la Copa de Europa de 1985.
Luego a fines de 1985 es transferido a la Roma, donde se retiró en 1988. En total en su estadía italiana, jugó 225 partidos y anotó 54 goles.

## Selección nacional
Vistiendo la camiseta de la selección polaca marcó 24 goles en 80 partidos, desde 1976 hasta 1988.
Participó en 3 justas mundialistas en Argentina 78, España 82 y México 86. En su primer mundial, al que llegó con 22 años, los dos primeros partidos ante Alemania y Túnez entró desde el banco y fue titular en el tercer partido ante México donde anotó un doblete en la victoria polaca por 3-1. Polonia llegó hasta la segunda fase y Boniek fue titular ante Argentina, Perú y Brasil.
Para España 82, Boniek llegaba en su mejor momento, haciendo una dupla letal con otro gran crack polaco: Lato. Fue goleador de su equipo con 4 tantos, anotó 1 gol a Perú en primera fase y se despachó con un triplete ante Bélgica, en la victoria 3-0 en cuartos de final. Polonia llegó a semifinales donde cayó 2-0 ante Italia, Boniek no pudo jugar debido a una lesión y logró el tercer lugar del torneo al vencer 3-2 a Francia. Boniek fue uno de los mejores jugadores del torneo, junto a cracks de la talla de, Paolo Rossi, Michel Platini, Karl-Heinz Rummenigge, Zico, Falcao, Bruno Conti o Alain Giresse.
En el mundial de México 86, tenía 30 años y era el capitán de su selección, Polonia llegó hasta octavos de final, cayendo 4-0 ante Brasil, despidiéndose Boniek sin anotar goles en este torneo.

## Después del fútbol
Después de colgar las botas en la AS Roma en 1988, inició una exitosa carrera en el mundo de los negocios.
Posteriormente Boniek fue vicepresidente de la Asociación Polaca de Fútbol (Polski Związek Piłki Nożnej), y en julio de 2002 aceptó el trabajo de seleccionador de su país. Dimitió en diciembre del mismo año, después de solo 5 partidos (2 victorias, 1 empate y 2 derrotas) con la selección. Actualmente es presidente de honor de la PZPN.

## Características
Fue uno de los más completos futbolistas de su generación, polivalente y elegante dentro del campo de juego, se convirtió en ídolo de la afición de Juventus e irreemplazable en su posición, junto con Michel Platini formaron una de las duplas más peligrosas a la hora de anotar y exasperar a sus rivales con sus conocidas paredes y diagonales. Se sacaba fácilmente a sus rivales con un regate simple pero efectivo y disparaba con ambas piernas sin importar cuan incómodo estuviera en el remate, además era un buen cabeceador.

### Participaciones en Copas del Mundo
| Mundial              | Sede      | Resultado        | Partidos | Goles | Prom. |
| -------------------- | --------- | ---------------- | -------- | ----- | ----- |
| Copa Mundial de 1978 | Argentina | Segunda fase     | 6        | 2     | 0.33  |
| Copa Mundial de 1982 | España    | Tercer lugar     | 6        | 4     | 0.67  |
| Copa Mundial de 1986 | México    | Octavos de final | 4        | 0     | 0.00  |

## Clubes
| Club              | País    | Año         |
| ----------------- | ------- | ----------- |
| Zawisza Bydgoszcz | Polonia | 1973 - 1975 |
| Widzew Łódź       | Polonia | 1975 - 1982 |
| Juventus          | Italia  | 1982 - 1985 |
| Roma              | Italia  | 1985 - 1988 |

## Palmarés

### Torneos nacionales
| Título      | Club           | País    | Año     |
| ----------- | -------------- | ------- | ------- |
| Ekstraklasa | Widzew Łódź    | Polonia | 1980-81 |
| Ekstraklasa | Widzew Łódź    | Polonia | 1981-82 |
| Copa Italia | Juventus F. C. | Italia  | 1982-83 |
| Serie A     | Juventus F. C. | Italia  | 1983-84 |
| Copa Italia | A. S. Roma     | Italia  | 1985-86 |

### Torneos internacionales
| Título              | Club           | Sede    | Año  |
| ------------------- | -------------- | ------- | ---- |
| Recopa de Europa    | Juventus F. C. | Basilea | 1984 |
| Supercopa de Europa | Juventus F. C. | Turín   | 1984 |
| Copa de Europa      | Juventus F. C. | Heysel  | 1985 |